# Presumed Innocent
Presumed Innocent är en amerikansk kriminaldramaserie vars första säsong hade premiär den 14 juni 2024 på strömningstjänsten Apple TV+. Första säsongen består av åtta avsnitt. Serien är baserad på Scott Turows roman med samma namn. Boken har tidigare spelats in som filmen Misstänkt för mord, med Harrison Ford i huvudrollen.

## Handling
Serien kretsar kring ett mord som vänder upp och ner på Chicagos åklagarmyndighet när en av deras egna misstänks för brottet.

## Rollista (i urval)
- Jake Gyllenhaal – Rusty Sabich
- Ruth Negga – Barbara Sabich
- Bill Camp – Raymond Horgan
- Elizabeth Marvel – Lorraine Horgan
- Renate Reinsve – Carolyn Polhemus
- Peter Sarsgaard – Tommy Molto
- O-T Fagbenle – Nico Della Guardia
- Chase Infiniti – Jaden Sabich
- Lily Rabe – Dr. Liz Rush
- Nana Mensah – Alana Rodriguez
- Matthew Alan – Dalton Caldwell